# Coneto de Comonfort
Coneto de Comonfort är en kommun i Mexiko.   Den ligger i delstaten Durango, i den centrala delen av landet, 800 km nordväst om huvudstaden Mexico City.
Följande samhällen finns i Coneto de Comonfort:
- Coneto de Comonfort
- Ignacio Zaragoza
- Pípila
- Las Morenas